# 唐十八陵
唐十八陵是指唐朝19位皇帝位于渭河平原的18座陵墓。从高祖李渊算起至哀帝李祝，唐朝共有21位皇帝。除唐末的昭宗李晔葬河南偃师的和陵，哀帝李祝葬山东菏泽的温陵之外，又因武则天与高宗合葬，因此有18座分布在渭河以北的陵墓。陵墓区西起乾县、礼泉，经泾阳、三原、富平，东止蒲城凡6县（分属咸阳、渭南两市）约150千米。
唐十八陵按营造方法可分为两种：一种是积土为冢，仿照秦汉陵墓所建，如高祖李渊的献陵、敬宗李湛的庄陵，武宗李炎的端陵，以及僖宗李儇的靖陵共4座。献陵积土为“山陵”是因为唐初国势财力尚不强盛所致；而晚唐的庄陵、端陵和靖陵则是由于国势衰微财力不支的原因。另一种方法是因山为陵，始自太宗昭陵，完善于高宗乾陵，此后形成制度，共14座。此法亦源自前朝，汉文帝治霸陵“因其山，不起坟”，即地面上不起封土。东晋和南朝诸帝亦多仿照。依山为陵的方法，是从半山腰开凿墓道，至山体之中修筑墓室。此种墓制以石砌筑，异常坚固，要比积土为冢的陵墓更为坚固和安全。但目前因开山采石，依山为陵的帝王陵遭到严重破坏。14座陵墓中，除乾陵和昭陵等个别陵墓主峰看起来还是完整的，其余无一幸免。

## 献陵
唐高祖与太穆皇后窦氏共葬的献陵，位于陕西三原县徐木乡永合村。

## 昭陵
昭陵，是唐太宗李世民（599年－649年）的陵墓，位于西安西北礼泉县九嵕山，是关中“唐十八陵”中规模最大的一座。昭陵开始营建于贞观十年（636年），是为埋葬临终前要求因山而葬，不起坟墓的长孙皇后而开凿。陵墓依山而建，开创了唐代帝王陵寝依山为陵的先例。陵前的陪葬墓群为扇形，大概有200多座，其中有初唐诸王、公主的墓葬，以及魏徵、李靖、李世勣、房玄龄、尉迟恭等功臣墓。著名的“昭陵六骏”浮雕原置于陵园北面祭坛司马门内东西两庑，现有四骏陈列于西安碑林，另外二骏流落美国。1979年昭陵博物馆建成。昭陵是全国重点文物保护单位。

## 乾陵
唐高宗與武則天共葬的乾陵，位于陕西省乾县梁山。此是唐朝皇陵中規模最完善及唯一一個未被盗墓的唐朝皇陵。

## 定陵
唐中宗与和思皇后赵氏共葬定陵，位于陕西省富平县龙泉山。

## 桥陵
唐睿宗桥陵位蒲城西北约十五公里处的丰山（唐时称为“桥山”，又称“苏愚山”）西南，是唐睿宗李旦的陵寝。桥陵以丰山为陵，在山腹开凿地宫，并在四周建造陵墙。丰山气势雄伟，蜿蜒如巨龙盘峙，登顶南眺，平野辽阔，一望无垠。陵穴高出周围平地250米左右，四周诸峰环绕，山势巍峨，蔚为壮观。
唐睿宗桥陵建成于唐立国近百年的开元盛世，这时国力强盛，社会升平，在陵墓建筑中都有反映：石刻艺术造型力求展现富贵气象的宏大、壮丽，陵墓建制高大宏伟。唐睿宗桥陵的陵墓建造和石刻艺术是唐代繁盛时期的代表，与乾陵并称为唐代陵墓石刻艺术之最，为全国重点文物保护单位。

## 泰陵
唐玄宗与元献皇后杨氏共葬的泰陵，位于陕西蒲城县金粟山。

## 建陵
唐肃宗与章敬皇后吴氏的共葬建陵，位于陕西礼泉县武将山。

## 元陵
唐代宗与睿真皇后沈氏共葬的元陵，位于陕西富平县檀山。

## 崇陵
唐德宗与昭德皇后王氏共葬的崇陵，位于陕西泾阳县嵯峨山。 

## 丰陵
唐顺宗与庄宪皇后王氏共葬的丰陵，位于陕西省富平县曹村镇陵前村。因其陵墓酷肖卧虎，故名虎头山。其前村子也因此得名陵前村。

## 景陵
唐宪宗的景陵，位于陕西蒲城县金炽山。 

## 光陵
唐穆宗的光陵，位于陕西蒲城县。  

## 庄陵
唐敬宗的庄陵，位于陕西三原县。

## 章陵
唐文宗的章陵，位于陕西富平县天乳山

## 端陵
唐武宗的端陵，位于陕西三原县腾张村。

## 贞陵
唐宣宗李忱之陵墓贞陵，位于陕西泾阳县仲山。 唐宣宗于大中十三年八月驾崩。贞陵雕塑外形矮小和粗糙，亦无盛唐之雄威，也无中唐之清秀，从而显示了晚唐最后的时刻，海内将大乱，唐朝已经快要彻底崩溃了。

## 简陵
唐懿宗的简陵，位于陕西富平县紫金山。  

## 靖陵
唐僖宗的靖陵，位于陕西乾县鸡子堆。

### 引用
1. ↑  康传义、苏 嵘. . 陕西日报网. 2009-11-27  [2010-12-06]. （原始内容存档于2011-01-11） （简体中文）.